# Kerncentrale Latina
Kerncentrale Latina (Italiaans:Centrale elettronucleare Latina) was de oudste kerncentrale in Italië bij het dorp Borgo Sabotino bij de stad Latina aan de Tyrreense Zee.
De centrale had één britse Magnox reactor (Gas-Graphit-Reactor, GCR). Eigenaar en uitbater van de centrale was Enel.
Tot 1992 liep de vergunning, maar na de kernramp van Tsjernobyl is de centrale in 1987 vroegtijdig stil gelegd.
De centrale wordt nu ontmanteld door Società Gestione Impianti Nucleari (SOGIN) die sinds 1999 de eigenaar is.
| Reactorblok | Reactortype  | Vermogen | Begin bouw | Inbedrijfname | Stillegging |
| ----------- | ------------ | -------- | ---------- | ------------- | ----------- |
| Latina      | Magnox (GCR) | 160 MW   | 1958       | 1964          | 1987        |